# Dolores Costa
Dolores V. D. S. Costa ist eine osttimoresische Fußballspielerin.

## Karriere
Bei der Südostasienmeisterschaft 2019 stand die Stürmerin zum ersten Mal im Kader der osttimoresischen Nationalmannschaft. Am 15. August 2019 debütierte Costa im Institute of Physical Education Chonburi Campus Stadium in der thailändischen Hauptstadt Bangkok für die Nationalmannschaft beim 2:1-Sieg über Singapur, dem ersten Sieg in der osttimoresischen Länderspielgeschichte. Nachdem Luselia Fernandes in der 59. Minute den ersten Treffer der Nationalmannschaftsgeschichte erzielt hatte, markierte die schnelle Costa in der 73. Minute nach einem Lauf an den Gegenspielerinnen vorbei das vorentscheidende 2:0. Außerdem bestritt die Osttimoresin wenige Tage später die Spiele gegen die Philippinen (0:7) und Malaysia (0:5).
Im Sommer 2020 spielte die Osttimoresin auf Vereinsebene für den S’Amuser FC in der Liga Futebol Feto Timor-Leste.